# Жмеринська діброва
Жме́ринська дібро́ва — заповідне урочище в Україні. Розташоване поблизу села Леляки Жмеринського району Вінницької області (Жмеринське лісництво кв. 73, діл. 3). 

## Опис
Площа 45,3 га. Оголошене відповідно до рішення Вінницького облвиконкому № 371 від 29.08.1984 року. Перебуває у віданні ДП Жмеринський держлісгосп. 
За фізико-географічним районуванням України (1968 р.) територія належить до Хмільницького району області Подільського Побужжя Волино-Подільської височини Дністровсько-Дніпровської лісостепової зони. Характерною для цієї ділянки є розчленована глибокими долинами лесова височина з сірими опідзоленими ґрунтами. З геоморфологічної точки зору описувана територія являє собою підвищену пластову сильно розчленовану денудаційну рівнину. 
Клімат території є помірно континентальним. Для нього характерне тривале, нежарке літо, і порівняно недовга, м'яка зима. Середня температура січня становить -5,5°… -6°С, липня + 19°…+ 18,5°С. Річна кількість опадів складає 500—525 мм. 
За геоботанічним районуванням України ця територія належить до Європейської широколистяної області, Подільсько-Бесарабської провінції Вінницького (Центральноподільського) округу. 
Ділянка являє собою високопродуктивне насадження віком понад 110 років і запасом деревини 370 куб. м/га. Має водорегулююче і ґрунтозахисне значення Переважають асоціації грабово-дубових лісів волосистоосокових і зірочникових. Флористичний склад даних угруповань представлений, в основному, неморальними балтськими видами: осокою волосистою і пальчастою, яглицею звичайною, копитняком європейським, переліскою багаторічною, печіночницею звичайною, фіалками собачою, пахучою і Рейхенбаха, зірочником лісовим, коротконіжкою лісовою, кострицею велетенською, аронником Бессера, кадилом сарматським тощо. 
В урочищі є популяції видів, занесених до Червоної книги України підсніжника білосніжного, цибулі ведмежої, гніздівки звичайної, коручки чемерникоподібної.